# US-amerikanische Fußballnationalmannschaft (U-19-Junioren)
Die US-amerikanische U-19-Fußballnationalmannschaft ist eine Auswahlmannschaft des US-amerikanischen Fußballverbandes United States Soccer Federation (kurz: U.S. Soccer).